# Kirghiz Temir Jolou

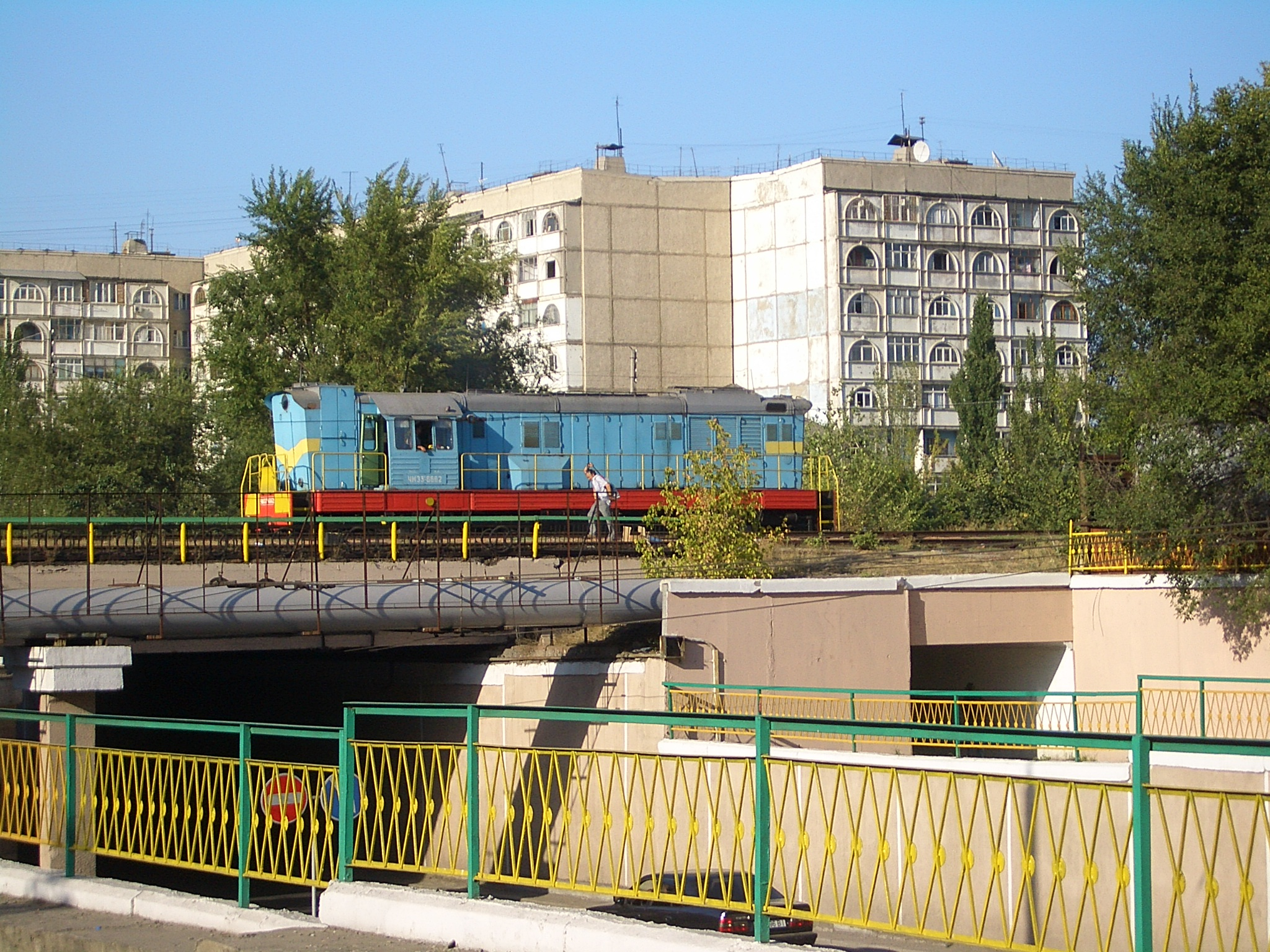
Un train se déplaçant dans la capitale.

Kirghiz Temir Jolou (KTJ, en russe : Кыргыз темир жолу) est la compagnie ferroviaire nationale du Kirghizistan. Elle opère l'unique voie ferrée du pays d'une longueur de 320 km, héritée de l'URSS.

## Histoire
Depuis la chute de l'Union soviétique, le trafic ferroviaire a perdu 90 % de son volume. Alors que la ligne supportait encore 2,69 milliards de tonnes-kilomètres en 1990, ce chiffre a chuté à 330 millions en 2001, et a continué de décroître pendant les années 2000.
Lors de la dislocation de l'URSS, la République socialiste soviétique kirghize devenait alors gestionnaire de 2 500 wagons de marchandise, 450 voitures de chemin de fer et cinquante locomotives. Celle-ci a également pris le contrôle de la seule ligne de chemin de fer traversant la région.
En 2008 avait été annoncé le début des travaux d'électrification du tronçon reliant la capitale Bichkek au Kazakhstan.